# Monte Grappa
Il Monte Grappa (l'oronimo probabilmente dal prelatino Krapp-, 'roccia', 1 775 m s.l.m.) è la cima principale del cosiddetto Massiccio del Grappa, localizzato nelle prealpi Venete, tra la valle del Brenta, la valle del Piave e il Feltrino.
In settembre 2021, l'UNESCO ha assegnato all'area del monte Grappa la qualifica internazionale di Riserva della Biosfera per la conservazione e la protezione dell’ambiente, nell’ambito del Programma “L’Uomo e la Biosfera” (MAB).

## Geografia

### Geologia
La sua origine è da attribuire all'orogenesi alpina, lo scontro - tuttora in atto - fra la zolla del continente africano e quella europea. Le rocce che compongono il massiccio sono infatti di origine marina. Questi sedimenti hanno subito nei tempi geologici, attraverso la diagenesi, una notevole cementificazione e successivamente vennero sollevati a causa di queste spinte che determinarono l'innalzamento della catena alpina. Sul monte sono presenti calcari oolitici di età giurassica, calcari nodulari e selciferi e nelle parti più alte calcari età giurassico-cretacica (“Biancone”).

### Flora
La posizione geografica del monte Grappa e di tutto il versante meridionale del massiccio, a ridosso della pianura veneta fa di esso un'area particolarmente ricca, sia dal punto di vista floristico, sia da quello vegetazionale. Infatti, le condizioni climatiche derivanti dalla sua ubicazione hanno favorito l'integrazione della vegetazione di macchia arbustiva, tipica delle zone mediterranee, con le formazioni boreali montane che occupano spazi relativamente ristretti nei quali troviamo boschi a prevalenza di conifere e arbusteti subalpini, propri delle zone lungamente innevate. Alberi e arbusti tipici sono l'abete bianco, l'abete rosso, il faggio; i fiori tipici sono invece la soldanella, il botton d'oro, la clematide e il fior di stecco.

### Fauna
Anche dal punto di vista faunistico in Grappa si riscontra una certa ricchezza. Tra le specie animali presente troviamo il capriolo, il camoscio, il muflone e il cervo; si possono osservare rapaci quali la poiana, il falco pellegrino, l'aquila reale e il gufo reale; infine, tra gli altri, lo scoiattolo, la volpe, il tasso, il ramarro e molteplici specie di libellule. Inoltre, dopo duecento anni di assenza, è ritornata la presenza del lupo, mentre sono presenti anche il gatto selvatico e l'istrice.

### Clima
Il monte Grappa si erge a ridosso della pianura veneta. Dai dati delle stazioni si evince che il clima del Grappa presenta spesso condizioni meteorologiche estremamente variabili, in quanto fortemente influenzato dalla provenienza dei venti. Il clima è in estate piuttosto secco e ventilato, mentre nelle rimanenti stagioni le precipitazioni sono abbondanti con picchi nel periodo autunnale e primaverile e con frequente presenza di nebbia. La media neve si aggira tra 60 e 70 centimetri annui. I valori estremi (dal 2011) sono stati misurati il 22 agosto 2022 e il 27 febbraio 2018 con rispettivamente 36,9 °C e -18,1 °C.

## Monumenti e luoghi di interesse

### Sacrario Militare del Grappa
Sulla cima più elevata sorge un sacrario militare, progettato dall'architetto Giovanni Greppi con la collaborazione dello scultore Giannino Castiglioni e inaugurato il 22 settembre 1935. Nel corpo centrale del monumento sono custoditi i resti di 12 615 caduti, di cui 10 332 sono ignoti. Il monumento è composto da cinque gironi concentrici posizionati uno sopra all'altro in modo da formare una piramide. Nella sommità sorge il sacello della "Madonnina del Grappa".
Dal piazzale si può vedere la suggestiva Via Eroica, che partendo dai pendii del tempio arriva fino al Portale di Roma, dove si possono trovare quattordici cippi di pietra che portano scritti i nomi legati alle località che sono state interessate dalla Grande Guerra. A nord-est del Portale di Roma, invece, sono state inumate le salme di 10 295 caduti austroungarici, di cui circa 10 000 ignoti.
Dal piazzale antistante l'ossario si può vedere la Galleria Vittorio Emanuele terzo, un'estesissima opera di fortificazione sotterranea i cui condotti portano alle varie caverne, dove un tempo erano piazzati gli armamenti. Accanto all'entrata della galleria sorge la caserma Milano, ora museo storico con annessa sala di proiezione di documentari sulla Grande Guerra.
A pochi metri dal sacrario, nei pressi di una caverna nella quale sette partigiani sono stati bruciati vivi dai nazifascisti, sorge dal 1974 una statua in bronzo "al Partigiano". Il monumento è stato realizzato dallo scultore Augusto Murer.
Nei pressi del Sacrario si trova una vecchia Base dell'Aeronautica Militare operativa negli anni settanta. Essa ospitava l'Area Controllo (radar) di una Batteria di missili antiaerei Nike-Hercules del 64º Gruppo I.T. (Intercettori Teleguidati) e successivamente un centro per la sorveglianza delle telecomunicazioni dell'Esercito Italiano. Nel tempo lo stabile è andato in pessime condizioni; il 4 agosto 2019, durante la tradizionale cerimonia di commemorazione di Cima Grappa, è stato annunciato dal sottosegretario alla presidenza del consiglio che la base sarebbe demolita a partire dal settembre successivo.

## Località Frontal
Guardando il monte Grappa verso il versante sud-ovest e nella parte di montagna tra Crespano del Grappa e il Santuario della Beata Vergine del Covolo in località Frontal, si può notare che ci sono delle file di alberi sempreverdi disposti in modo da formare due lettere "W" e "M" (coordinate +45° 51' 12.22", +11° 49' 27.29"). Gli alberi furono piantati nel 1927 e formano il monogramma Viva Maria, certificato da un documento che ne comprova l'attribuzione. Ufficialmente e formalmente richiesta dalla famiglia proprietaria del fondo che ne chiese specificatamente questo utilizzo in cambio della donazione del terreno necessario.